# Xiuhcoatl

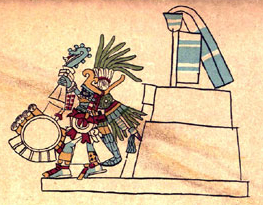
Huitzilopochtli, zoals afgebeeld in de Codex Borbonicus. Xiuhcoatl heeft hij in zijn rechterhand.

In de Azteekse mythologie was Xiuhcoatl (een klassiek Nahuatl woord dat letterlijk vertaald "turkoois slang" betekent, draagt ook de symbolische en geschreven betekenis "Vuur Slang") een atlatl gebruikt door Huitzilopochtli.